# Maxime Marotte
Maxime Marotte (Mulhouse, 5 de desembre de 1986) és un esportista francès que competeix en ciclisme de muntanya en la disciplina de cross-country olímpic.
Va guanyar quatre medalles en el Campionat Mundial de Ciclisme de Muntanya entre els anys 2011 i 2014, i dues medalles d'or en el Campionat Europeu de Ciclisme de Muntanya, en els anys 2011 i 2014.

## Palmarès internacional
| Campionat del món | Campionat del món              | Campionat del món | Campionat del món     |
| Any               | Lloc                           | Medalla           | Competició            |
| ----------------- | ------------------------------ | ----------------- | --------------------- |
| 2011              | Champéry ( Suïssa)             | 1                 | cross-country olímpic |
| 2012              | Leogang/Saalfelden (Àustria)   | 2                 | cross-country olímpic |
| 2013              | Pietermaritzburg ( Sud-àfrica) | 2                 | cross-country olímpic |
| 2014              | Hafjell/Lillehammer ( Noruega) | 1                 | cross-country olímpic |
| Campionat Europeu |                                |                   |                       |
| Any               | Lloc                           | Medalla           | Competició            |
| 2011              | Dohňany (Eslovàquia)           | 1                 | cross-country olímpic |
| 2014              | St. Wendel ( Alemanya)         | 1                 | cross-country olímpic |